# Cliff Huxtable

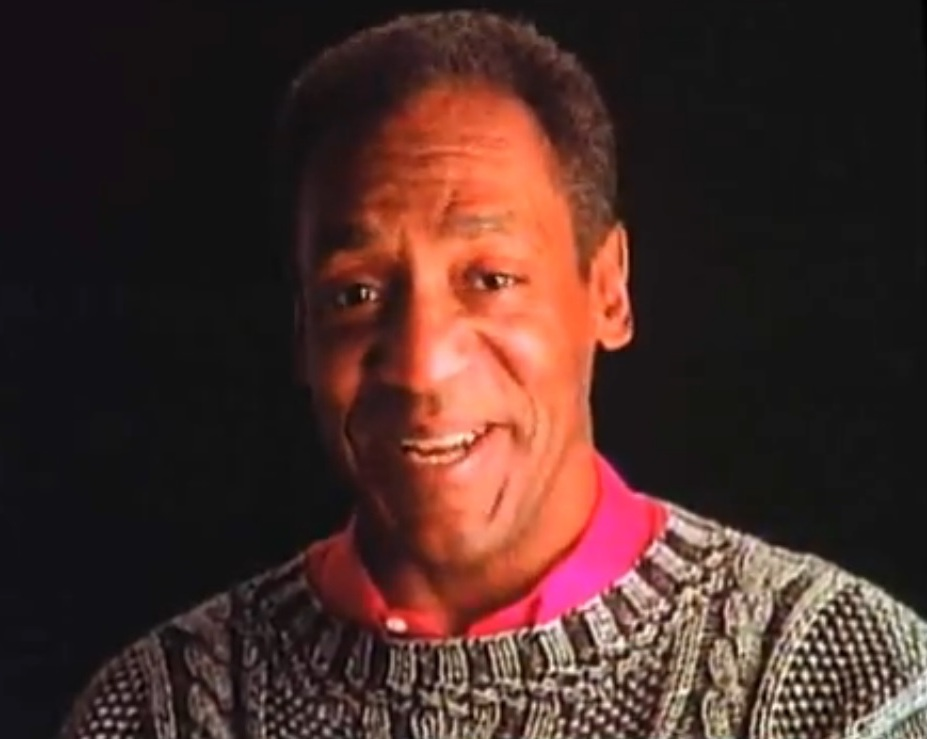
Bill Cosby

Heathcliff (Cliff) Huxtable is een personage uit de Amerikaanse sitcom The Cosby Show.
Cliff wordt gespeeld door Bill Cosby. Hij is getrouwd met advocate Clair Huxtable, en heeft vijf kinderen: Sondra Huxtable-Tibideaux, Denise Huxtable-Kendall, Theo Huxtable, Vanessa Huxtable en de kleine Rudy Huxtable. Hij is arts van beroep. Als hij problemen heeft met zijn vrouw, kinderen of werk, weet hij een grappige manier om dit op te lossen.